# مای هارت پاپی
مای هارت پاپی (انگلیسی: My Heart Puppy؛‏ کره‌ای: 멍뭉이) یک فیلم کمدی درام محصول سال ۲۰۲۲ کره جنوبی به کارگردانی جیسون کیم و با بازی یو یون سوک و چا ته هیون است. این فیلم در ۱ مارس ۲۰۲۳ منتشر شد.

## بازیگران
- یو یون سوک در نقش مین سو[۵]
- چا ته هیون در نقش جین گوک[۶]
- جونگ این سون در نقش سونگ گیونگ، دوست‌دختر مین سو[۷]
- کانگ شین ایل در نقش خویشاوند جین گوک[۷]
- پارک جین جو[۷]
- وو دو هوان[۷]
- ته وون سوک[۷]
- جونگ جی هون در نقش یک دانش آموز[۷]
- کیم جی یونگ[۷]
- ریو سو یونگ در نقش یک پدر[۷]
- لی هو جونگ[۷]
- کیم یو جونگ در نقش آه مین[۷]